# Кафе де Флор (фильм)
Это статья о художественном фильме. О парижском кафе см. Кафе де Флор.
«Кафе де Флор» (фр. Café de Flore) — художественный фильм режиссёра Жан-Марка Валле, вышедший на экраны в 2011 году. Лента получила 13 номинаций на канадскую кинопремию «Джини» и была удостоена трёх наград: за лучшую женскую роль (Ванесса Паради), лучший грим и лучшие визуальные эффекты.

## Сюжет
В фильме параллельно рассказывается две истории. Одна из них происходит в современном Монреале, где разведённая женщина поначалу пытается оставаться верной своим иллюзиям о нерушимости союза двух половинок: она и её бывший муж. Вторая часть сюжета развивается в конце 1960-х годов в Париже, где одинокая мать посвящает всю себя заботе о своём сыне с синдромом Дауна. Эти две истории оказываются неожиданным образом связанными посредством страдающей от расставания женщины, что и помогает ей в финале фильма примириться с уходом любимого мужчины. Через борьбу со своим психозом она смогла признаться самой себе во лжи, которой она наивно верила всю свою жизнь, окончательно похоронив свою веру в слепые романтические иллюзии о предназначенности мужчины и женщины. Она осмелилась признать  факт  абсолютной свободы её бывшего мужа от неё самой, несмотря на наличие двух общих детей.

## В ролях
| Актёр                 | Роль         |
| --------------------- | ------------ |
| Ванесса Паради        | Жаклин       |
| Кевин Парент          | Энтони Годен |
| Элен Флоран           | Кароль       |
| Эвелин Брошу          | Роза         |
| Марен Жерье           | Лоран        |
| Элис Дюбуа            | Вероника     |
| Эвелин де ля Шенельер | Амели        |
| Мишель Дюмон          | Жюльен Годен |
| Линда Смит            | Луиза Годен  |
| Розали Фортье         | Анжелина     |
| Мишель Лаперьер       | психолог     |
| Жоанни Корбей-Пише    | Жюльетта     |
| Паскаль Элсо          | Поль         |

## Отзывы
Фильм получил по большей части положительные отзывы от критиков.

## Примечание
1. ↑  Café de Flore (фр.). AlloCiné. Дата обращения: 19 июня 2015. Архивировано 29 июля 2015 года.
2. ↑  http://en.unifrance.org/movie/32396/cafe-de-flore
3. ↑  http://www.hollywoodreporter.com/news/phillipe-falardeaus-monsieur-lazhar-big-297795
4. ↑  Кафе де Флор (Café de flore, 2012) Всё о фильме. Рейтинг, отзывы. Дата обращения: 7 февраля 2013. Архивировано 13 февраля 2013 года.